# Реіонізація
Реіонізація — космологічна епоха повторної після Великого вибуху іонізації матерії у Всесвіті, яка сталася після темних століть, і є другим з двох основних фазових переходів газу водню у Всесвіті. Оскільки більшість баріонної речовини існує у вигляді водню, терміном «реіонізація» зазвичай позначають процес повторної іонізації газоподібного водню. Первинний гелій у Всесвіті пройшов ті ж фазові зміни, але в трохи інший час, і як правило, його називають реіонізацією гелію.

## Основні положення

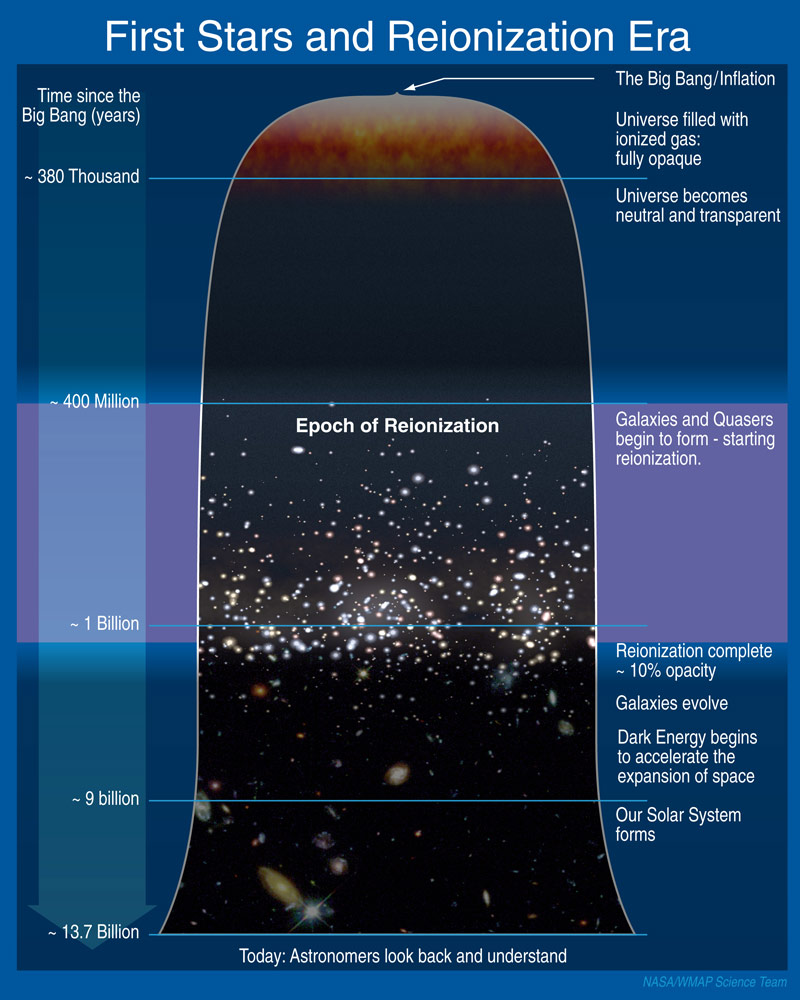
Схематична часова лінія всесвіту, зображає місце реіонізації в космічній історії.

Перша фазова зміна водню у Всесвіті була рекомбінаційна, яка сталася на червоному зсуві z = 1089 (379 000 років після Великого Вибуху), через охолодження Всесвіту до точки, де енергія потрібна для рекомбінації електронів і протонів була вищою, щоб сформувати нейтральний водень, ніж для реіонізації. До рекомбінації Всесвіт був непрозорим, через розсіювання фотонів (будь-якої довжини хвилі) на вільних електронах (та, значно меншою мірою, на вільних протонах). Коли більшість електронів і протонів утворили нейтральні атоми водню, Всесвіт став значно прозорішим. Хоча нейтральний водень може поглинати фотони деякої довжини хвилі, але Всесвіт, наповнений нейтральним воднем, буде відносно непрозорим тільки на тих довжинах хвиль, які поглинаються. Для більшої частини спектру Всесвіт став прозорим. Космічне фонове випромінювання поступово слабло, джерел світла ще не було, тому цей час отримав назву «Темні століття».
Друга фазова зміна почалась між 150 млн і одним мільярдом років після Великого Вибуху (на червоному зсуві 6< z <20), коли об'єкти, які почали конденсуватися в ранньому Всесвіті, нагрілися і почали випромінювати достатньо енергії, щоб іонізувати нейтральний водень. Коли ці об'єкти сформувались, вони почали випромінювати енергію, і Всесвіт із нейтрального знову став іонізованим, тобто, перетворився на плазму. Повернення речовини міжгалактичного простору до стану плазми відбулося внаслідок інтенсивного жорсткого ультрафіолетового випромінення (англ. far ultraviolet) масивних перших зір у галактиках, яке спромоглося покинути галактики. Тим часом, незалежно від того, матерія була розсіяна розширенням Всесвіту, і розсіюча взаємодія фотонів і електронів відбувалась набагато рідше, ніж раніша електрон-протонна рекомбінація.

## Методи виявлення
Озираючись назад, досі історія Всесвіту становила деякі проблеми при спостережні. Однак є, кілька методів спостережень для вивчення часу коли відбувалась реіонізація.

### Квазари і жолоб Ганна-Петерсона
Одним зі способів вивчення реіонізації є використання спектрів далеких квазарів. Квазари випромінюють величезний обсяг енергії, тобто, вони є одними з найяскравіших об'єктів у Всесвіті. У результаті, деякі квазари виявлено ще в епоху реіонізації. Квазари також, трапляється, мають відносно однорідні спектральні особливості, незалежно від їх положення на небі чи відстані від Землі. Таким чином, можна зробити висновок, що будь-які серйозні відмінності між спектрами квазарів зумовлено взаємодією їх випромінювання з атомами вздовж променя зору. Ефективний переріз розсіювання для електромагнітних хвиль, які належать до серії Лаймана, досить високий навіть при низькому рівні нейтрального водню в міжгалактичному середовищі, і поглинання хвиль такої довжини досить ймовірне. 

Для близьких об'єктів у Всесвіті, спектральні лінії поглинання дуже гострі, а тільки фотони досягнуть енергію достатню, щоб викликати перехід атома то це перехід відбудеться.  Тим не менш, відстані між квазарами і телескопами, які виявляють їх досить великі, що означає, що розширення Всесвіту призводить, що світло піддається помітному червоному зсуві. Це означає, що світло від квазара проходить через міжгалактичне середовище і зміщується в червону область, довжини хвиль якого були вище межі Лаймана, і в силу починають заповнювати смугу поглинання Лаймана. Це означає, що замість того щоб показувати гострі спектральні лінії поглинання, світло квазара, яке подорожував через великий, поширену область нейтрального водню покаже гало Ганна-Петерсона.

Червоний зсув для конкретного квазара забезпечує часову інформацію про реіонізацію. Червоне зміщення об'єкта відповідає часу, в який він випромінив світло, з нього можна визначити, коли закінчилась реіонізація. Квазари нижче певного червоного зсуву (ближче в часі і просторі) не показують гало Ганна-Петерсона (хоча вони можуть показати ліс Лайман-альфа), в той час як квазари, що випромінюють світло до реіонізації будуть представлені галом Ганна-Петерсона. У 2001 році, були виявлені чотири квазари (в Слоанівському цифровому огляді неба) з червоними зсувами, починаючи від z = 5,82 до z = 6,28. Хоча наведені вище z = 6 квазари показали жолоб Ганна-Петерсона, вказуючи, що все ще міжгалактичний простір принаймні частково нейтральний, ті що нижче не мають його, тобто іонізували водень.
Якщо реіонізація є очікувана, то вона відбудеться протягом відносно короткого часу, результати показують, що Всесвіт наближається до кінця реіонізації при z = 6. Це, у свою чергу, робить припущення, що Всесвіт повинен бути майже повністю нейтральним z > 10.

### Анізотропія реліктового випромінювання і поляризації
Анізотропія космічного мікрохвильового фону при різних кутових масштабах може бути також використане для вивчення реіонізації. Фотони піддаються розсіянню, коли присутні вільні електрони, в процесі, відомому як Томсонівське розсіювання. Однак, у міру розширення Всесвіту, щільність вільних електронів буде зменшуватися, і розсіювання буде відбуватися рідше. У період під час і після реіонізації, але перш, ніж істотне розширення відбулося щоб в достатній мірі знизити щільність електронів, світло, що складає реліктвое випромінювання буде зазнавати Томсонівське розсіювання. Це розсіювання буде залишити свій слід на мапі анізотропії реліктового випромінювання, представляючи вторинну анізотропію (анізотропію, введену після рекомбінації). Загальний ефект, стирання анізотропії, які відбуваються на менших масштабах. У той час як анізотропія в малих масштабах стирається, поляризаційна анізотропії фактично запроваджена з реіонізації. Дивлячись на анізотропію реліктового випромінювання, що спостерігаються та порівняння з тим, як вона буде виглядати коли реіонізація б не сталась, може бути визначена щільність електронів. При цьому, може бути розрахований час коли відбулася реіонізація.
WMAP допускає, що порівняння буде зроблено. Початкові спостереження, випущені в 2003 році, припускають, що реіонізація відбулася з 11 < Z <30. Цей діапазон червоного зсуву неузгоджується з результатами від вивчення спектрів квазарів. Проте, трьох річні дані WMAP повертають інший результат, з реіонізації починаючи z = 11 і всесвіту іонізованого з z = 7. Що набагато краще узгоджується з даними від квазарів.

### Лінія 21 см
Навіть з даними квазару, що приблизно узгоджуються з даними про анізотропію СМВ, є ще ряд питань, особливо стосовно джерел реіонізації енергії та їх впливу та ролі structure formation протягом реіонізації. Радіолінія Гідрогену 21 см є засобом вивчення цього періоду, як і періоду Темних віків, що передував реіонізації. В 2018 році колаборація EDGES оголосила про детектування сигналу з цієї ери, хоча досі потрібні наступні незалежні підтвердження його існування. Кілька інших проектів надіються зробити поступ у цьому напрямі в найближчому майбутньому, зокрема:
- Precision Array for Probing the Epoch of Reionization (PAPER),
- Low Frequency Array (LOFAR),
- Murchison Widefield Array (MWA),
- Giant Metrewave Radio Telescope (GMRT),
- Dark Ages Radio Explorer (DARE),
- Large-Aperture Experiment to Detect the Dark Ages (LEDA).